# Världens väldighet
Världens väldighet är en roman av den irländske författaren Colum McCann som utgavs på engelska 2009 av Random House Publishing Group och på svenska  2011 av Lindqvist Publishing. Boken översattes till svenska av Johan Günther.
Boken fick goda recensioner. Den fick även flera utmärkelser såsom National Book Award 2009, Deauvilles filmfestivals litterära pris 2009, Ambassador Book Award 2010 och The Dublin Literary Award 2011. En filmatisering av boken var under produktion 2009 för planerad utgivning 2012 men så skedde inte.

## Handling
Världens väldighet har inte mindre än elva protagonister som alla ägnas ett kapitel var i romanen. Boken är vidare uppdelad i fyra delar, kallade första, andra, tredje respektive fjärde boken.

### Första boken
Första boken innehåller fyra kapitel: Himlen i alla ära, Miro, Miro på väggen där, Kärleksrädsla och Världens vindlingar.

#### Himlen i alla ära
Handlingen utspelar sig till en början i Dublin, där vi får följa familjen Corrigan. Fru Corrigan tar ensam hand om de två sönerna, John och det namnlösa berättarjaget. När barnen är i tonåren dör mamman och på begravningen får de träffa sin pappa för första gången på många år.
Handlingen flyttas därefter framåt i tiden. John Andrew har nu flyttat till New York och berättarjaget åker för att hälsa på honom. Väl där finner berättarjaget att hans lillebror lever ett dubbelliv: han umgås med prostituerade och narkomaner, samtidigt som han är medlem av en kyrkoförsamling.
Berättelsen avslutas med att John och Jazzlyn råkar ut för en olycka där det inte explicit framgår huruvida de överlever eller inte.

##### Personer
- Berättarrösten, storebror i familjen Corrigan och tillika historiens protagonist. Förblir namnlös genom hela historien.
- John Andrew Corrigan, lillebror i familjen. Faller in i ett alkoholberoende i de tidiga tonåren. Dessa problem intensifieras när modern dör.
- Fru Corrigan, en ensamstående mamma. Tar ensam hand om berättarrösten och John Andrew. Hon dör av njurcancer.
- Herr Corrigan, pappa i familjen. Lämnade sin hustru när barnen var små och flyttade till London. Dör en bit in i berättelsen.
- Guy, en halick. Även kallad "Birdhouse".
- Tillie, en prostituerad. Mamma till Jazzlyn.
- Jazzlyn, en prostituerad.
- Albert, en äldre judisk man. Kallas för "Albee". Han är av ungersk börd och är en f.d. schackmästare.
- Sheila, medlem i Johns församling.
- Norbert, medlem i Johns församling.
- Adelita, Johns kollega.
- Fader Marek, präst i Johns kyrka
- Eliana, Adelitas dotter.

#### Miro, Miro på väggen där

##### Personer
- Fru Claire Soderberg, en bemedlad kvinna. Gift med Salomon.
- Herr Salomon Soderberg, benämns ibland Solomon.
- Joshua Soderberg,
- Janet, väninna till Claire
- Gloria, väninna till Claire
- Jacqueline, väninna till Claire
- Marcia, väninna till Claire
- Melvyn, portvakt i Soderbergs hus.

## Intertextuella referenser
- Bibeln
- Allen Ginsbergs Howl.
- Thomas Merton, Rubem Alves, Dorothy Day.
- Tidningen The Catholic Worker.
- Skivbolaget Motown.
- Guatemalas f.d. president Carlos Manuel Arana Osorio.
- TV-programmen Tom och Jerry, I Love Lucy och The Brady Bunch.
- Artisterna/musikgrupperna Tommy Makem, The Clancy Brothers, Donovan, Tom Waits, Marvin Gaye, The Four Tops, Martha and the Vandellas, Jimi Hendrix. The Beatles.
- Tidningen The Wall Street Journal.
- Poeten Khalil Gibran.
- Bilmärkena Ford Falcon och Cadillac.
- Skådespelaren Richard Pryor.
- Konstnären Pablo Piccasso.
- Cigarettmärket Lucky Strike.
- Gerillarörelsen Vietcong.
- William Shakespeare.
- Lyndon Johnson.
- Martin Luther King.